# دوميتس
دومسيتز (بالألمانية: Dömitz) هي بلدة ألمانية تقع في ألمانيا في مكلنبورغ فوربومرن.[بحاجة لمصدر] يقدر عدد سكانها بـ 3,302 نسمة .